# クイズ!?正解は出さないで
『クイズ!?正解は出さないで』（クイズ せいかいはださないで）は日本テレビ系列で2014年から2015年まで3回放送された特別番組。
「クイズ」と銘打っているものの、実質的にはクイズ番組ではなく大喜利番組である。

## 概要
学校の教室という設定で、教頭役の今田耕司から出題された教養問題に生徒役の芸人が答える。ただし必ず正解ではなく、面白い答えでボケ続けなければならない。
芸人がクイズ番組等でわざと正解を言わずにボケてウケを狙おうとする習性を逆手に取ったもの。毎回、事前に知らされていない数多くの仕掛けによって、出演者を苦しめる仕組みとなっている。

## 出演者
教頭
- 今田耕司

アシスタント
- 水卜麻美（日本テレビアナウンサー、第2回 - ）

校長
- 萩本欽一（声の出演、第1回）

## 放送日時
| 放送回 | 放送日時                    | 生徒役芸人 | 応援席ゲスト                                         |
| ------ | --------------------------- | --- | ---------------------------------------------------- |
| 第1回  | 2014年5月10日 13:30 - 15:30 | オードリー、キャイ〜ン、劇団ひとり、タカアンドトシ、千原ジュニア（千原兄弟）、 土田晃之、ビビる大木、宮迫博之（雨上がり決死隊）、渡部建（アンジャッシュ） | カラテカ                                             |
| 第2回  | 2014年9月27日 21:00 - 22:54 | オードリー、カンニング竹山、キャイ〜ン、劇団ひとり、 タカアンドトシ、千原ジュニア（千原兄弟）、土田晃之、ビビる大木、 宮迫博之（雨上がり決死隊）、ロンドンブーツ1号2号、渡部建（アンジャッシュ）                                                                                                   | 菊地亜美、国生さゆり、平愛梨、ダレノガレ明美、misono |
| 第3回  | 2015年3月28日 21:00 - 22:54 | オアシズ、キャイ〜ン、劇団ひとり、澤部佑（ハライチ）、 タカアンドトシ、千原ジュニア（千原兄弟）、土田晃之、ピース、 ビビる大木、宮迫博之（雨上がり決死隊）、渡部建（アンジャッシュ）【助っ人】児嶋一哉（アンジャッシュ）、田村亮（ロンドンブーツ1号2号） 【特別代打PTA】上島竜兵（ダチョウ倶楽部） | おのののか、菊地亜美、ダコタ・ローズ、橋本マナミ     |

## 番組内容
前述の概要通り、様々な教科から一般的にはあまり知られていない事象からクイズを出題。生徒役の解答者は、それに対して面白い回答を出し続ける。ただし、出演者を追い込む以下の仕掛けが隠されている。

### 第1回・第2回共通
- 答える生徒は、「PTA」と称されるスタッフが強制的に指名。同じ人が連続で指名される事もある。
- 鐘の合図の後に指名された最後の1人の回答をもって、その問題は終了。終了後、今の問題で出た全ての回答が教頭役の今田の手元に渡され、おさらいされる。

### 第1回
- 解答席の座る位置が生徒役に委ねられている。
- 度々、校長役のキンチャンから叱咤激励される。番組中盤までは事前に収録した音声を再生するのみだったが、終盤には本物の萩本と中継を結び、肉声で生徒達を励ました。
- 途中からは、わざと生徒役にも出題前に正解を教えられた。

### 第2回
- 応援ゲストと観客の一般女性が、今回最も頑張っていなかった残念生徒を投票で決定。残念生徒に選ばれた1人は、番組収録後から放送当日までに、番組が用意した公式アカウントで、抽選で決められた数（100 - 1000ツイート）の宣伝ツイートを行う宿題（罰ゲーム）が与えられた。
- 1問だけ、強制指名された生徒が、トシ（タカアンドトシ）を借りてツッコミ役として助けてもらえる特別ルールが実施された。
- 最終問題では、生徒だけでなく教頭役の今田も強制指名された。

## スタッフ
第3回
- 総監督：鈴木おさむ
- 演出：内田秀実 / 中山準士（第3回）
- 構成：土屋敏男
- 美術：大川明子
- デザイン：北村春美
- TM：新名大作
- SW：三井隆裕
- CAM：西阪康史
- MIX：伊藤義典
- VE：佐久間治雄
- LD：宮田千尋
- 音効：岡田淳一
- モニター：インターナショナルクリエイティブ
- タイトルデザイン→ロゴデザイン（第3回～）：キャニットジー
- リサーチ：リベラス、カメヨ（カメヨ→第3回～）
- イラスト：林田秀一（第2,3回）、佐々木正太（第3回）
- 編集：加納敏行（第1,3回）
- MA：梶山恭一
- 美術協力：日テレアート
- 技術協力：NiTRO（第3回）、イカロス（第1,3回）
- 英語監修：安河内哲也（東進ハイスクール）
- 協力：国立国会図書館（第2,3回）
- TK：山際慎子
- デスク：富重裕子
- 演出補：杣俊輔、北原康太郎、山下晴代（山下まで→第3回）、小野亮太、岩屋友香（小野・岩屋→第2,3回）
- 制作進行：篠田雅美
- ディレクター：田口マサキ、飯髙昌宏（飯髙→第3回）、髙橋政光、作井正浩（作井→第3回）、八島崇行、髙橋左和巳
- アシスタントプロデューサー（第3回～）：山脇由紀子
- プロデューサー：毛利忍、島田総一郎、佐藤俊一、杉田文彦（杉田→第3回）
- チーフプロデューサー：加藤幸二郎
- 制作協力：アンメック、いまじん（いまじん→第3回）
- 製作著作：日本テレビ

### 過去のスタッフ
- TM：石塚功（第1回）
- CAM：榎本丈之（第1回）、渡辺滋雄（第2回）
- MIX：荒金俊光（第1,2回）
- VE：三山隆浩（第1回）、佐藤大心（第2回）
- LD：下平好実（第1回）
- モニター：ミジェット（第1,2回）
- 編集：西井一浩（第2回）
- MA：降籏直人（第1回）、細川健太郎（第2回）
- イラスト：白石チエ（第2回）
- 技術協力：コスモ・スペース、スタジオヴェルト（共に第2回）
- 衣裳協力：CRICKET INC.
- 協力：慶応義塾広報室（第1回）、ユニフォトプレス、JAXA（第2回）
- 演出補：高橋有紗（第1回）、小嶋克也、星啓大（第2回）
- ディレクター：小嶋智仁（第1回）、川島啓史（第2回）